# Advokat
Advokat (lateinisch advocatus ‚der Herbeigerufene‘) ist eine Bezeichnung für einen Rechtsanwalt, die heute in Österreich und Deutschland veraltet ist, nur noch bildungs- oder aber umgangssprachlich oder mit abschätziger Bedeutung (Winkeladvokat) verwendet wird, im schweizerischen Rechtsraum (besonders in den Kantonen Basel-Stadt und Basel-Landschaft) aber die gleiche Bedeutung wie Rechtsanwalt hat. 
Im übertragenen Sinn und umgangssprachlich wird unter einem Advokat auch ein Fürsprecher oder Befürworter einer Sache damit bezeichnet. Die Rolle unterscheidet sich jedoch von einem Aktivist.

## Begriff
Das Wort advocatus ist das Partizip Perfekt Passiv des lateinischen Verbes advocare (‚herbei-‘ oder ‚hinzurufen‘) und kann daher auch mit „der Hinzugerufene“ übersetzt werden.

## Geschichte

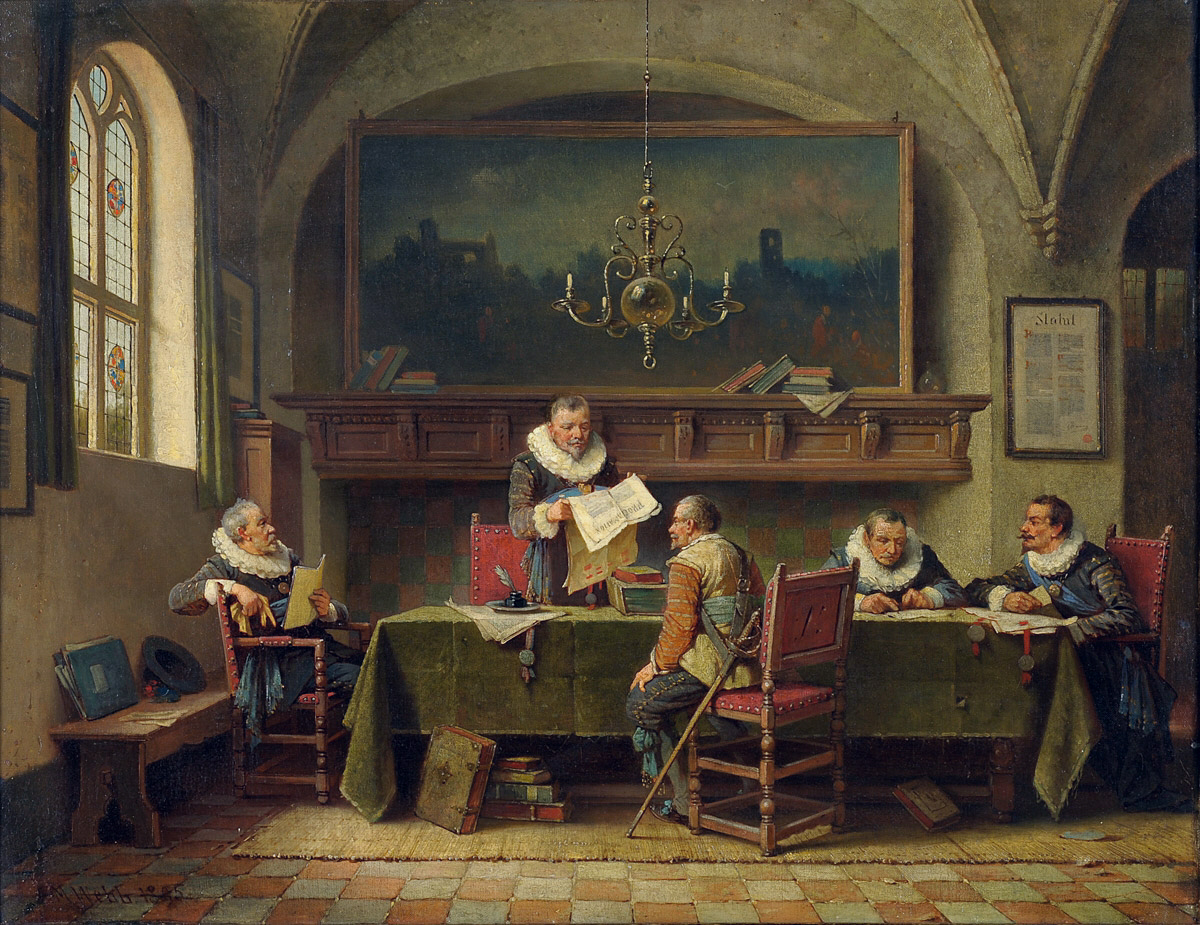
Die Advokatenrunde, Gemälde von Charles Meer Webb, 19. Jahrhundert

Historisch gesehen handelt es sich um eine Berufsbezeichnung, die vor allem der Abgrenzung gegenüber dem Prokurator diente: Mit der Rezeption des römischen Rechts ab dem Hochmittelalter in Europa wurde das Gerichtsverfahren professionalisiert und es entstanden dazu Funktionen, die mit ausgebildeten Juristen besetzt wurden. Hierbei bildete sich ein Berufsstand professioneller Juristen heraus, die eine Partei in der Verhandlung vor dem Gericht vertraten, die so genannten Prokuratoren. Daneben gab es andere Anwälte, die den Kontakt mit dem Rechtssuchenden pflegten, die Mandanten berieten und sie auch in außergerichtlichen Geschäften rechtlich betreuten, eben die Advokaten. Waren sie in einer Kanzlei zugelassen, so sprach man gelegentlich konkreter von einem Kanzleiadvokaten. Die Trennung zwischen Advokaten und Prokuratoren gab es allerdings in manchen Ländern nur vor den höchsten Gerichten, in Deutschland etwa vor dem Reichshofrat oder dem Reichskammergericht. Seit dem Ende des 16. Jahrhunderts wurde diese Zweiteilung der Anwaltschaft in Kontinentaleuropa immer weiter gelockert und mit den Rechtsreformen der napoleonischen Zeit weitgehend beseitigt.
Das zweigeteilte System gibt es heute noch in Spanien, wo auch die traditionellen Bezeichnungen „Advokat“ (abogado) und „Prokurator“ (procurador de los tribunales) fortbestehen, in Polen (adwokat sowie radca prawny), sowie in den durch die Rechtstradition des Common Law geprägten Rechtssystemen in England, Wales und anderen Ländern des Commonwealth, wo die Advokaten „Solicitor“ und die Prokuratoren „Barrister“ heißen.
In Frankreich gab es bis 2011 die Unterscheidung zwischen avoué (‚Advokat‘) und avocat (wörtlich ‚Advokat‘, entsprach aber dem Prokurator).